# Persons Unknown 〜そして彼らは囚われた
『Persons Unknown 〜そして彼らは囚われた』（パーソンズ・アンノウン 〜そしてかれらはとらわれた、原題: Persons Unknown）は、FOXが製作し、NBCで放送されたミステリードラマ。2010年に放送された。日本では、2012年1月からFOX CRIMEで放送された。

## あらすじ
ゴーストタウンに突如として集められた人々は決死の脱出を図る。

## 出演
- ジャネット・クーパー - デイジー・ベッツ
- ジョー・タッカー - ジェイソン・ワイルズ
- チャーリー・モース - アラン・ラック
- ショーン・オブライアン - ビル・ブラッカム
- グラハム・マクネア - チャドウィック・ボーズマン
- モイラ・ドハーティ - ティナ・ホームズ
- トリ・フェアチャイルド - ケイト・ラング・ジョンソン
- マーク・レンベ - キャンディス・マクルーア
- キャット・ダマト - ローラ・グラウディーニ

## エピソード
| シーズン | シーズン | 話数 | 話数 | 放送期間     | 放送期間      |
| シーズン | シーズン | 話数 | 話数 | 初回放送     | 最終回放送    |
| -------- | -------- | ---- | ---- | ------------ | ------------- |
|          | 1        | 13   | 13   | 2010年6月7日 | 2010年8月28日 |